# AMD K6-III
K6-3是一個由AMD製造的x86處理器，可以在266至550 MHz的時脈速度運行。是超微K6-2的下一個版本，在使用上面都有不錯的效能，但竞争对手PentiumIII则更为强大，已经和K6-3拉开了性能差距，迫使AMD不得不将所有赌注放在下一代的Athlon处理器上。K6-3使用的處理器插座是Socket 7或Super Socket 7的主機版。

## 相容
這次超微的CPU支援更多作業系統，因為在執行方面比K6-2好的許多，但K6-3的内核和K6-2没有区别，浮点运算上与K6-2基本在同一水平。所有的Microsoft Windows產品皆可運行（不包含Windows Vista或更新版本）

## K6-3的歷史
在K6-3之前超微還推出的有K5、K6、K6-2而K6-3將會是K6系列的最終版本，超微發布K6-3之後接著就朝K7發展。

## 外部連結
- AMD-K6-III Processor AMD (archived)
- AMD K6-III-P Mobile Product Brief AMD (archived)
- AMD K6-III+ Mobile Product Brief AMD (archived)
- Socket 7: Fit For Years To Come! at Tom's Hardware
- Recipe For Revival: K6-2+ at AcesHardware.Com (archived)
- K6-III+: Super-7 to the Limit at AcesHardware.Com (archived)